# 亚伯拉罕·林肯的告别演说
亚伯拉罕·林肯的告别演说是总统当选人亚伯拉罕·林肯于1861年2月11日在伊利诺伊州的斯普林菲尔德发表的一次演讲。该演说是林肯最令人动容的演说之一，因为他和公众都知道在前方有巨大的挑战，而且不确定他何时能回到斯普林菲尔德。后来发生的南北战争和1865年的遇刺，使得林肯在这次演讲之后再也没有在生前返回斯普林菲尔德。

## 演讲
1861年2月11日，伊利诺伊州斯普林菲尔德市的数千名市民聚集在火车站，目送林肯前往华盛顿特区参加总统就职典礼。作为回应，林肯在暴风雨中，在一节车厢上发表了简短的即兴演讲：  
My friends, no one, not in my situation, can appreciate my feeling of sadness at this parting. To this place and the kindness of these people, I owe everything. Here I have lived a quarter of a century, and have passed from a young to an old man. Here my children have been born, and one is buried. I now leave, not knowing when, or whether ever, I may return, with a task before me greater than that which rested upon Washington. Without the assistance of that Divine Being who ever attended him, I cannot succeed. With that assistance I cannot fail. Trusting in Him who can go with me, and remain with you, and be everywhere for good, let us confidently hope that all will yet be well. To His care commending you, as I hope in your prayers you will commend me, I bid you an affectionate farewell.

我的朋友们，我在这离别时的悲伤，他人不处于我的境地，是无法能体会到的。我的一切都来自于这块土地、来自于这里人们的善良。我在这里生活了四分之一个世纪，从一个年轻人变成了一个老人。我的孩子们出生在这里，其中一个已经被埋葬了。我现在离开，不知道什么时候可以回来，或者是否能回来，因为我面前的任务比华盛顿所肩负的更加沉重。如果没有曾经陪伴他的上帝的帮助，我就无法成功。有了他的帮助，我就不会失败。相信上帝，他与我同行，与你同在，永远为了良善而无所不在，让我们满怀信心地希望一切都会好起来。我将你们托付于他，也希望你们在祈祷中祝福我，让我向你们深情告别。

## 版本

亚伯拉罕·林肯告别演说的一个版本，由美国新闻公司出版

林肯的演讲让他的随行人员非常感动，以至于在火车开动后，他们请求他把演讲词记录下来。林肯书写了几句话，但由于在行驶的火车上写字比较困难，林肯请他的私人秘书约翰·尼科莱继续笔录。 当时该演讲存在三种版本：第一种是在火车上记录的版本，另一种是在第二天由伊利诺伊州杂志发表的版本，第三种则是在哈珀周刊2月23日发表的版本。

## 反响
这篇告别演说是林肯最令人动容的演说之一。 林肯知道他可能不会再有机会回到斯普林菲尔德，因为他的当选已经导致了多个州脱离联邦，内战很快就会开始。林肯甚至在宣誓就职之前就担心被暗杀。林肯的这场演说确实是他对斯普林菲尔德的最后一次告别。由于他的遇刺，林肯再也没有回到这里。  1865年5月，林肯的遗体在棺椁中经过一场漫长的悼念性铁路旅程后，最终返回了这座城市。